# Герб на Сейнт Винсент и Гренадини
Гербът на Сейнт Винсент и Гренадини е приет на 29 ноември 1912 г. като символ на тогавашната британска колония. След независимостта на страната през 1979 г. гербът е леко модифициран, като е премахнато листото на хлебно дърво (Altocarpus altilis – Moraceae).
Гербът представлява позлатен щит, на който на бял фон са изобразени две римлянки, облечени сини римски роби на зелена морава между златен олтар. Жената в дясната хералдическа страна, която олицетворява Мира, държи маслинова клонка на олтара. От ляво е изобразена другата жена, коленичила до олтара и олицетворява Правосъдието. Тя поставя златен къс в горящия огън на олтара в знак на жертвоприношение. Над щита е поставен бурлет в синьо, златно и зелено, а над тях е изобразен нашлемник, който представлява клонче памук. Националният девиз Pax et Justitia (в превод от латински: Мир и правосъдие) е изобразен на бяла девизна лента под щита.